# Сан Поло (Бреша)
Сан Поло је насеље у Италији у округу Бреша, региону Ломбардија.
Према процени из 2011. у насељу је живело 169 становника. Насеље се налази на надморској висини од 172 м.